# Nobody's Perfect (álbum)
Nobody's Perfect é um álbum ao vivo lançado pelo Deep Purple. Foi gravado durante a sua turnê de The House of Blue Light entre 1987 e 1988. Gravado ao vivo em 6 de setembro de 1987 em Verona, Itália, 22 de agosto de 1987 em Oslo, Noruega, 23 de maio de 1987 em Irvine Meadows, 30 de maio de 1987 em Phoenix e 26 de fevereiro de 1988 no Hook End Manor na Inglaterra. O álbum alcançou a posição 105 na Billboard 200 nos E.U.A.
Transições de faixas são marcadas por desaparecer. Também contém uma versão de estúdio de "Hush", para comemorar seu vigésimo aniversário. "Black Night" foi também regravado mas nunca lançado. "Hard Lovin' Woman" inclui partes de "Under The Gun" durante o solo de guitarra de Blackmore. "Strange Kind of Woman" inclui partes de "Jesus Christ Superstar".

## Faixas
Todas as canções escritas por Ian Gillan, Ritchie Blackmore, Roger Glover, Jon Lord e Ian Paice exceto os anotados.

### Disco um
1. "Highway Star" - 6:10
2. "Strange Kind of Woman" - 7:34
3. "Dead or Alive" (Gillan, Blackmore, Glover) - 7:05 *
4. "Perfect Strangers" (Gillan, Blackmore, Glover) - 6:24
5. "Hard Lovin' Woman" (Gillan, Blackmore, Glover) - 5:03
6. "Bad Attitude" (Gillan, Blackmore, Glover, Lord) - 5:30 *
7. "Knocking at Your Back Door" (Gillan, Blackmore, Glover) - 11:24

### Disco dois
1. "Child in Time" - 10:36
2. "Lazy" - 5:10
3. "Space Truckin'" - 6:02 *
4. "Black Night" - 6:06
5. "Woman from Tokyo" - 3:59
6. "Smoke on the Water" - 7:43
7. "Hush" (Joe South) - 3:32

- Faixas indicadas com asterisco somente aparece inicialmente na versão LP, exceto "Dead or Alive" que apareceu na versão cassete do álbum. Todas estas faixas indicadas foram reintegrados na remasterizada de 1999.

### CD original de 1988
1. "Highway Star" - 6:10
2. "Strange Kind of Woman" - 7:34
3. "Perfect Strangers" - 6:25
4. "Hard Lovin' Woman" - 5:03
5. "Knocking at Your Back Door" - 11:26
6. "Child in Time" - 10:35
7. "Lazy" - 5:10
8. "Black Night" - 6:06
9. "Woman from Tokyo" - 4:00
10. "Smoke on the Water" - 7:46
11. "Hush" - 5:30

## Pessoal
- Ian Gillan - vocais, congas, harmônica
- Ritchie Blackmore - guitarra
- Jon Lord - órgão, teclados
- Roger Glover - baixo
- Ian Paice - bateria

- Produzido por Roger Glover e Deep Purple
- Engenheiro : Nick Davis